# 布莱克·戈弗斯
布莱克·戈弗斯（英語：Blake Govers，1996年7月6日—），澳大利亚男子曲棍球运动员，2018年世界杯男子曲棍球赛铜牌得主、2020年夏季奥林匹克运动会男子银牌得主、2022年英联邦运动会男子金牌得主。